# Árpád
Arpad, în maghiară Árpád (n. 845 d.Hr. – d. 907 d.Hr.), a fost primul conducător al Ungariei. El a fost conducătorul triburilor maghiare și fondatorul dinastiei arpadiene. Arpad era fiul marelui principe (nagyfejedelem) Álmos, liderul triburilor maghiare. În jurul anilor 890, șapte triburi proto-maghiare l-au ales pe Arpad lider comun în Atelkuzu (în maghiară Etelköz; regiunea celor cinci fluvii, dintre care trei au fost identificate în mod sigur - Nistru, Siret, Prut - celelalte putând fi Nipru și Bug). 20 de ani a fost liderul triburilor (în maghiară fejedelem). Din 860 triburile proto-maghiare sub conducerea lui Arpad s-au hotărât definitiv să treacă Munții Carpați. În 896 au ocupat partea Tisei trecând spre vestul Europei, iar în 900/901 s-au așezat în Panonia. Arpad a decedat în 907. 
1. ↑  Bogdan Murgescu (coordonator), ed. (2001). „Anonymus despre formațiunile politice găsite de unguri în Transilvania și Românii și secuii în viziunea cronicilor maghiare — Simon de Keza (sfârșitul
sec. XIII)”. Istoria României în texte (PDF). București: Corint. pp. 68–72. ISBN 973-653-201-1. Accesat în 4 mai 2025. line feed character în |chapter= la poziția 155 (ajutor)
2. ↑  Giurescu, Constantin C. (1938). Istoria românilor. 1. București: Fundația pentru Literatură și artă "Regele Carol II". pp. 272, 289, 290, 293. Accesat în 4 mai 2025. V. și la archive.org (https://archive.org/details/constantin-c.-giurescu-istoria-romanilor-vol.-1/mode/1up?q=Arpad aici).
3. ↑  Pop, Ioan-Aurel (1997). Istoria Transilvaniei medievale: de la etnogeneza românilor până la Mihai Viteazul. Colecția "Universitaria" (vol. 6). Editura Presa Universitară Clujeană. pp. 38, 40–43, 48, 53, 59–60, 62, 66–71, 73–76, 80–82, 94, 99–103. ISBN 9739261248. Accesat în 4 mai 2025.
4. ↑  Madgearu, Alexandru. „Misiunea episcopului Hierotheos. Contributii la istoria Transilvaniei si Ungariei în secolul al X-lea” (PDF). Revista istorică. București: Institutul de Istorie „Nicolae Iorga” al Academiei Română. 5 (serie nouă) (1-2 ianuarie - februarie 1994): 147–154. Accesat în 4 mai 2025.